# 郑建业
郑建业（1919年—1991年），男，安徽芜湖人，中国基督教人物。曾任中国基督教协会副会长兼总干事，中国基督教三自爱国运动委员会常务委员。